# جان کانچار
جان کانچار (سیریلیک صربی: Џон Кончар؛ زادهٔ ۲۲ مارس ۱۹۹۶) بازیکن بسکتبال اهل ایالات متحده آمریکا است. او در تیم ممفیس گریزلیز از اتحادیه ملی بسکتبال بازی می‌کند.